# حمله به شمال عراق (۲۰۱۴)
حمله به شمال عراق، در ۴ ژوئن ۲۰۱۴ با ورود داعش و متحدان آن به شمال عراق، آغاز شد. درگیری نیروهای دولتی عراق و شورشیان، به‌شکل محدودتری از دسامبر ۲۰۱۳ آغاز شده بود. حمله به شمال عراق با تهاجم داعش به سامرا و اشغال چندین شهر در ۴ ژوئن آغاز و با تصرف بر موصل در ۱۰ ژوئن و تکریت در ۱۱ ژوئن ادامه یافت.
در واپسین ساعات ۹ ژوئن ۲۰۱۴، شب ۱۰ ژوئن (شب ۲۰ خرداد) نیروهای دولت اسلامی عراق و شام (داعش) پیرو پیشروی به شمال عراق، کنترل شهر موصل را به دست گرفتند. حدود ۱۳۰۰ نیروی شبه‌نظامی و مسلح، کنترل مقر دولتی استان نینوا را در دست گرفتند. همچنین نیروهای داعش فرودگاه بین‌المللی موصل و بسیاری از پادگان‌ها و مقرهای دولتی را به تصرف خود درآوردند. در پی این حمله ۵۰۰٬۰۰۰ نفر از ساکنان موصل، خانه‌های خود را ترک کردند. نوری مالکی نخست‌وزیر عراق در پی این تجاوز خواستار عزم ملی مردم برای مقابله با نیروهای داعش شد. نوری مالکی گفت: «تجاوز به موصل که از تاریخ ۱۰ ژوئن مورد یورش نظامیان داعش قرار گرفته‌است، نتیجه یک توطئه بزرگ است.» وی همچنین گفت «تروریست‌ها با استفاده از توطئه‌هایی که در داخل انجام شد توانستند موصل را اشغال کنند و ارتش با قدرت سلاح به این مسئله پایان خواهد داد.» پس از حمله به موصل، در ۱۱ ژوئن (چهارشنبه) شهر تکریت مرکز اداری استان صلاح‌الدین (واقع در شمال سامرا) نیز به اشغال شبه‌نظامیان داعش درآمد. در پی این حمله، زندانیان بازداشتگاه‌های محلی از زندان گریختند. در پی این حمله شماری از نظامیان داعش بر شهر تکریت و ساختمان استانداری، تسلط یافته و مرکز پلیس القادسیه در مرکز شهر را به آتش کشیده و پادگان ضلوعیه در جنوب این شهر را نیز اشغال کردند. پس از تصرف تکریت، داعش به ۱۵۰ کیلومتری شمال عراق رسید. نیروهای پیشمرگه نیز با نیروهای داعش در دهوک درگیر شدند.
پایگاه‌های لشکر ۴۶ و ۴۷ تیپ ۱۲ با خروج نیروهای عراق خالی مانده و نیروهای پیشمرگ برای جلوگیری از دست‌یابی گروه‌های مسلح به این پایگاه‌ها، در آن‌ها مستقر شده‌اند.
در پی تصرف موصل، کنسولگری ترکیه نیز در کنترل نیروهای داعش درآمد و ۸۰ نفر از پرسنل و شهروندان اهل ترکیه توسط داعش به حالت گروگان درآمدند. داعش همچنین ۴۹ تن از اعضای کنسولگری ترکیه در شهر موصل را که شامل سربازان ویژه، دیپلمات‌ها و کودکان می‌شود، اسیر کرد.
داعش از اعضای خود خواسته بود که پس از تسلط نیروهای خود بر شهر تکریت به سمت بغداد و کربلا پیش‌روی کنند.
داعش با هدف تشکیل دولت اسلامی عراق و شام علاوه بر موصل، مناطق تکریت، دهلاویه و یثرب را نیز به تصرف خود درآورده‌اند.
داعش صریحاً می‌گفت که هدفش تشکیل یک دولت اسلامی است. با کنترل مردم و تشکیل نوعی حکومت مطلقه، داعش می‌توانست از خود تصویر یک دولت نوظهور سایه در عراق را ترسیم کند و طبیعتاً درصدد گسترش آن به سوریه بود که بسیاری از بخش‌های آن منجمله شهر رقه را در تصرف داشت. این شهر را  «قلب تپنده» گروه داعش می دانستند. شهر رقه پایتخت خلافت اسلامی داعش نامیده شده بود.
پالایشگاه بیجی، پایگاه هوایی اسپایکر و سد حدیثه سه مرکز استراتژیک، حیاتی و زیربنایی بود که داعش در عراق به دنبال آن ها بود. این گروه بارها تلاش کرد که این اماکن را از دست نیروهای عراقی خارج کند اما تلاش‌های آن‌ها به نتیجه نرسید.
داعش در چند ماه نخست اشغال شمال عراق توانست مناطقی را شامل شهرهای موصل و تکریت اشغال کند. داعش علاوه بر این، مناطقی را در شرق سوریه نیز در کنترل خود درآورد. در نخستین ماه‌های اشغال شمال عراق، ۵ میدان نفتی تحت کنترل داعش درآمد. داعش با کمک این میادین هزینه‌های خود را تأمین می‌کند.

## اقدامات داعش

### وقوع جنایت جنگی
ناوی پیلای، کمیسیر عالی سازمان ملل متحد در امور حقوق بشر، اعدام‌های جمعی نظامیان، غیرنظامیان، مأمور پلیس به اسارت درآمده، رهبران مذهبی و افراد مرتبط با دولت عراق به دست شبه نظامیان داعش را «جنایات جنگی» خواند. به گفته وی اعدام‌های سیستماتیک به ویژه در نقاطی در تکریت رخ داده‌است.
بنابر برخی تصاویر منتشر شده، گروه داعش از کودکان برای عملیات نظامی خود استفاده می‌کند. همچنین این گروه اعلام کرده که «صدها تن» از سربازان عراقی اسیر شده

### اعلام خلافت توسط داعش
در ۹ تیر داعش در دو کشور عراق و سوریه «خلافت» اعلام کرد. ابومحمد عدنانی، سخنگوی داعش در شبکه توییتر با یک پیام صوتی افزود که رهبر داعش، ابوبکر بغدادی خلیفه اول «دولت اسلامی» است. سخنگوی داعش افزود که وظیفهٔ هر مسلمانی است که با پذیرش خلافت ابوبکر بغدادی، با او بیعت کند. این در حالی است که ابوبکر بغدادی نیز این انتخاب را پذیرفت و خود را رهبر مسلمانان جهان دانست. شهر رقه سوریه پایتخت خلافت اسلامی داعش نامیده شده‌است.

### صدور نفت
داعش در ۱۴ تیر ۱۳۹۳ نخستین محموله‌های نفت را از میدان نفتی عجیل آغاز و آن‌ها را از منطقه کردستان عراق صادر کرد. داعش ۱۰۰ تانکر نفت خام را به قیمت حدود ۱۲ تا ۱۴ هزار دلار در هر تانکر برای تأمین مالی عملیات‌های خود به فروش رساند. شلال عبدالبابان شهردار منطقه توزخورماتو در بیانیه‌ای گفت: افرادی که نفت را از این گروه می‌خرند از راه‌های تحت کنترل این گروه و از طریق شهرهای کِفری یا غدیرکرم به پالایشگاه‌ها یا با هماهنگی ایست‌های بازرسی از طریق شهر مخمور به منطقه کردستان می‌رسانند. آن‌ها همچنین هم‌اکنون کنترل تمامی میدان‌های نفتی و گازی مهم سوریه را در استان دیرالزور که هم‌مرز عراق است، در دست دارند. داعش هر بشکه نفت استان دیرالزور سوریه را به قیمت ۱۲ دلار به فروش می‌رساند. پیش از این، زمانی که چاه‌های نفت دیرالزور در دست دیگر گروه‌های تروریستی قرار داشت، آن‌ها هر بشکه نفت را معادل ۳۰ الی ۵۰ دلار می‌فروختند. یکی از منابع اصلی درآمد تکفیری‌های داعش، نفت و گازی است که از منابع زیر زمینی سوریه غارت می‌کنند. عمده خریداران این نفت و گاز دلال‌های سوختی هستند که نفت خریداری شده را به مقصد اروپا و آمریکا روانه می‌کنند.

### انتشار نخستین ویدئو از ابوبکر البغدادی
وب‌سایت‌ها و حساب‌های کاربری نزدیک به دولت اسلامی (داعش)، اولین ویدئوی مربوط به وی را که مربوط به خطبه‌های نماز جمعه روز ۱۳ تیر ۱۳۹۳ در مسجد جامع موصل است، منتشر کرده‌اند. این ویدئوی ۲۱ دقیقه‌ای، اولین ویدئوی منتشر شده از فردی است که تاکنون تنها دو تصویر بی‌کیفیت از وی منتشر شده بود. وی در این خطبه ضمن استفاده فراوان از مفاهیم دینی و فن خطابه با زبانی آمیخته به تهدید از کاربرد شمشیر برای برپایی حکومت و پیگیری اهداف خود اشاره کرده‌است. وی برای مشابهت با خلفای صدر اسلام نیز لباسی با رنگ سیاه پوشیده و دستاری بر سر بسته‌است.

### تخریب مساجد و آرامگاه‌ها
گروه داعش پس از اشغال شهر تاریخی موصل در شمال عراق، اماکن مقدس به ویژه مساجد و آرامگاه‌های مقدس در نزد شیعیان را تخریب نمود. حداقل چهار آرامگاه مقدس در نزد اعراب سنی و صوفی توسط بولدوزر خراب گردید. همچنین شش مسجد شیعی به وسیله انفجار تخریب گردید.

### تبلیغات و جنگ روانی
داعش در زمان اعلام خلافت اقدام به تولید خبر و گزارش در اینترنت، تهیه فیلم‌های تبلیغاتی و حتی فروش تی‌شرت‌هایی با آرم «داعش» و تبلیغ گسترده آن در فضای مجازی در سطح دنیا کرد. استفاده و چاپ نقشه جهان، عبارات «الدولة الاسلامیة»، «لا اله الا الله» و «محمد رسول‌الله» بر روی پیراهن‌ها و تی‌شرت‌ها یک نمونه دیگر از این کارهاست. این تیشرت‌ها با آرم گروه تروریستی «دولت اسلامی عراق و شام، در برخی فروشگاه‌های ترکیه و کشورهای جنوب شرق آسیا دیده شده‌است.

### دست‌یابی به مواد شیمیایی
در ۱۹ ژوئن افراد داعش توانستند به انبار مهمات در منطقه «المثنی» در ۷۰ کیلومتری شمال بغداد نفوذ کنند. سفیر عراق در سازمان ملل در گفت: در این انبار مهمات دست‌کم ۲۵۰۰ موشک وجود داشتند که کلاهک‌های آن مجهز به گاز سمی سارین یا پس‌مانده‌های این گاز بوده‌اند. دوربین‌های ویدئویی این مرکز نشان می‌دادند که مهاجمان در ابتدا مأموران حفاظتی این مرکز را خلع سلاح کرده و بعد بخش‌هایی از این مرکز شیمیایی را به مکانی نامعلوم منتقل کردند. به گفته مقامات عراقی سلاح‌های شیمیایی این مرکز در گذشته نابود شده‌اند و به همین دلیل از مواد شیمیایی موجود نمی‌توان به بمب‌های شیمیایی دست یافت.

### اخراج مسیحیان از نینوا
ابوبکر بغدادی در بیانیه‌ای به مسیحیان مهلت داد تا ظرف یک شبانه روز از استان نینوا خارج شوند. عناصر داعش منازل مسیحیان را با حرف «ن» علامت‌گذاری کردند (علامت اختصاری «نصاری») و بالای این حرف نوشتند «اموال دولت اسلامی». داعش در بیانیه خود به مسیحیان هشدار داد تا مسلمان شوند در غیر این صورت یا جزیه دهند یا از شهر و دیار خود خارج شوند، ضمن اینکه تأکید کرد در زمان خروج از شهر و دیار فقط می‌توانند لباس‌هایشان را همراه ببرند زیرا اموال دیگر آن‌ها در مالکیت دولت اسلامی خواهد بود. آن‌ها اموال و دارایی‌های مسیحیان را غارت کرده و نمی‌گذاشتند که مسیحیان هیچ‌کدام از وسایل یا دارایی‌های خود را بردارند. به دنبال این تهدیدات، مسیحیان مجبور شدند به منطقه خودمختار کردستان عراق فرار کنند.

#### پناهندگی فرانسه
فرانسه آمادگی خود را برای اعطای پناهندگی به مسیحیان موصل اعلام کرد. وزارت کشور و دستگاه دیپلماسی فرانسه در بیانیه مشترکی اعلام کردند: ما به تمامی مسیحیان موصل که از خطر گروه داعش فرار کرده و به کردستان عراق مهاجرت کرده‌اند، کمک‌رسانی می‌کنیم و آماده دادن پناهندگی به این افراد برای آمدن به فرانسه هستیم.

#### آتش زدن کلیسای ۱۸۰۰ ساله
تروریست‌های داعش پس از اخراج مسیحیان از موصل، کلیسای تاریخی این شهر که ۱۸۰۰ سال قدمت داشت را به آتش کشیدند.

### اجباری کردن خدمت سربازی
داعش خدمت سربازی را برای جوانان موصل اجباری کرد. داعش در سطح شهر اعلام کرد خدمت سربازی الزامی و اجباری شده‌است وجوانان این شهر باید به عنوان جنگجو به صفوف داعش پیوندند. پس از به خدمت گرفتن جوانان در این شهر، آنان را برای شرکت در جنگ، به سوریه اعزام می‌کند یا در درگیری‌های درون عراق با نیروهای دولتی بکار می‌گیرد.

### انهدام پل سامرا
عوامل داعش با کارگذاری بمب پل مهمی را در غرب شهر سامرا که روی رود دجله ساخته شده بود، به‌طور کامل منهدم کردند. این پل یکی از پل‌های استراتژیک و مهم بود که شهر سامرا را به شهر تکریت (مرکز استان صلاح‌الدین) و استان نینوا را نیز به بغداد (پایتخت عراق) متصل می‌کرد.

### اخراج ایزدی‌ها
پس از عقب‌نشینی نیروهای پیشمرگ کرد از شمال غرب عراق، حدود ۴۰ هزار ایزدی ساکن شهرهای کردنشین شنگال (سنجار) و زمار در اطراف موصل، پس از فرار تلاش کردند که خود را به اقلیم کردستان عراق برسانند. شمار زیادی از این افراد که از خانوادهای کرد ایزدی (یزیدی) هستند، پس از فرار از دست داعش به کوه‌های اطراف پناه بردند. سازمان ملل متحد از آواره شدن ۲۰۰ هزار نفر در این منطقه خبر داد و گفت که بسیاری از بیجاشدگان پیروان آیین ایزدی هستند.
نیروهای داعش دست کم دو نیایشگاه ایزدیان در شنگال را ویران کردند و با یورش به بانک‌ها و ساختمان‌های دولتی دست به غارت اموال زدند. تروریست‌های داعش به پیروان آیین ایزدی هشدار دادند که اسلام بیاورند، مالیات بدهند یا این منطقه را ترک کنند، در غیر این صورت مجازات مرگ در انتظار آن‌ها خواهد بود. داعش، پیروان آیین ایزدی را به شیطان‌پرستی متهم می‌کند و پیروان آن را «کافر» می‌داند.

### کشتار ایزدیان
شبه‌نظامیان دولت اسلامی در جریان حملاتشان به ایزدیان، ۵۰۰ نفر از پیروان این اقلیت دینی کشتند و برخی را زنده به گور کردند. نزدیک به ۴۰ کودک ایزدی در میان کشته شدگان وجود داشت. همچنین ۳۰۰ زن ایزدی ربوده شدند که به عنوان کنیز فروخته شدند. ۳۰۰ کودک از خانواده‌های آواره ناچار شدند از فرط گرسنگی از برگ‌های درختان کوهستان‌های سنجار بخورند و جان خود را از دست دادند. ۲۰ تا ۳۰ هزار آواره عراقی در کوهستان سنجار تحت محاصره گروه تروریستی داعش بودند، که پس از مدتی آزاد شدند.

### محاصره آمرلی
حدود ۱۵ هزار نفر از اعضای شهر ترکمن‌نشین و شیعه آمرلی بیش از هفتاد روز در محاصره نیروهای گروه دولت اسلامی بود و در این مدت، امدادرسانان تنها چند بار از راه هوایی به این شهر کمک‌های غذایی و بهداشتی رساندند. در جریان عملیات اخیر نیروی هوایی آمریکا، بریتانیا، فرانسه و استرالیا در کمک‌رسانی هوایی به ساکنان آمرلی شرکت داشته‌اند. ارتش عراق با پشتیبانی گروه‌های مسلح شیعه و کرد به حمله‌ای گسترده دست زد تا به محاصره شهر آمرلی پایان دهد. ارتش و نیروهای پشتیبان آن از شمال و جنوب دست به حمله زدند. نیروهای پیشمرگ کرد هم در غرب طوز خورماتو بودند که در حدود شمالی آمرلی است و واحدهای ارتش عراق و شبه‌نظامیان شیعه از سمت جنوب در حال نزدیک شدن به آمرلی. در نهایت در ۳۰ اوت با پشتیبانی گروه‌های مسلح شیعه و کرد و با حمایت حملات هوایی آمریکا، عملیات گسترده‌ای را برای پایان دادن به محاصره این شهر آغاز کرد، که منجر به پایان محاصره آمرلی گشت. ساعت ۱۲ و ۳۰ دقیقه به وقت محلی عراق، نیروهای مشترک پیشمرگ و ارتش عراق پس از جنگی ۶ ساعته وارد شهر شیعه‌نشین آمرلی شدند. تندیس‌های تاریخی در موزه نینوا در شهر موصل به تصویر کشیده شد. عناصری از داعش با تیشه و چکش و با پرت کردن آثار تاریخی از بلندی، این تندیس‌های ارزشمند را شکسته و ویران کردند. در بخشی از ویدیو تابلوهایی که برای معرفی آثار تاریخی، در کنار تندیس‌ها، نصب شده بود به نمایش گذاشته می‌شود که بر اساس این تابلوها برخی از تندیس‌ها و آثار متعلق به قرن هشتم پیش از میلاد است. باستانشناسان و متخصصان، موزه نینوا در موصل را از مهم‌ترین موزه‌های جهان می‌دانند که هزاران اثر ارزشمند را در خود جای داده‌است.

## رویدادها

### اقدامات عراق

#### برکناری برخی از فرماندهان ارتش عراق
نوری مالکی نخست‌وزیر عراق سپهبد مهدی الغراوی و معاونش سرلشکر عبدالرحمن حنظل و رئیس ستاد او سرهنگ حسن عبدالرزاق را برکنار کرد. وی همچنین سرتیپ ستاد «هدایه عبدالکریم»، فرمانده تیپ پیاده‌نظام سوم را برکنار کرد و به دادگاه نظامی ارجاع داد. نوری مالکی خاطرنشان کرد که به زودی چند تن دیگر از فرماندهان نظامی را برکنار و آنان را به دادگاه نظامی معرفی یا بازنشسته می‌کند.

#### واکنش استاندار نینوا
اثیل نجیفی استاندار نینوا در پی این یورش گفت فرماندهان و نیروهای ارتش عراق که در استان نینوا مستقر بودند سلاح‌های خود را به نیروهای منطقه کردستان عراق تسلیم کرده و به این منطقه فراری شده‌اند و بقیه سلاح‌های آن‌ها نیز به کنترل نیروهای داعش درآمده‌است.

#### پیام صوتی
ابو محمد عدنانی شامی در یک پیام صوتی گفته‌است: «به پیش‌روی‌های خود ادامه دهید جنگ هنوز تمام نشده اما در بغداد و کربلا خاتمه خواهد یافت. در آمادگی کامل باشید و به سمت بغداد پیش روی کنید.»

#### اعلان جهاد سید علی سیستانی
سید علی سیستانی، مرجع تقلید شیعه، از شیعیان خواسته تا «سلاح بردارند و با پیکارجویان افراطی مبارزه کنند». سخنگوی ایشان اعلام کرده‌است که «شهروندانی که قادر به حمل اسلحه هستند، وظیفه دارند که در دفاع از کشور و مردم خود و اماکن مقدس، به نیروهای امنیتی کشور بپیوندند».

## اقدامات کردستان عراق

### نیروهای پیش‌مرگه

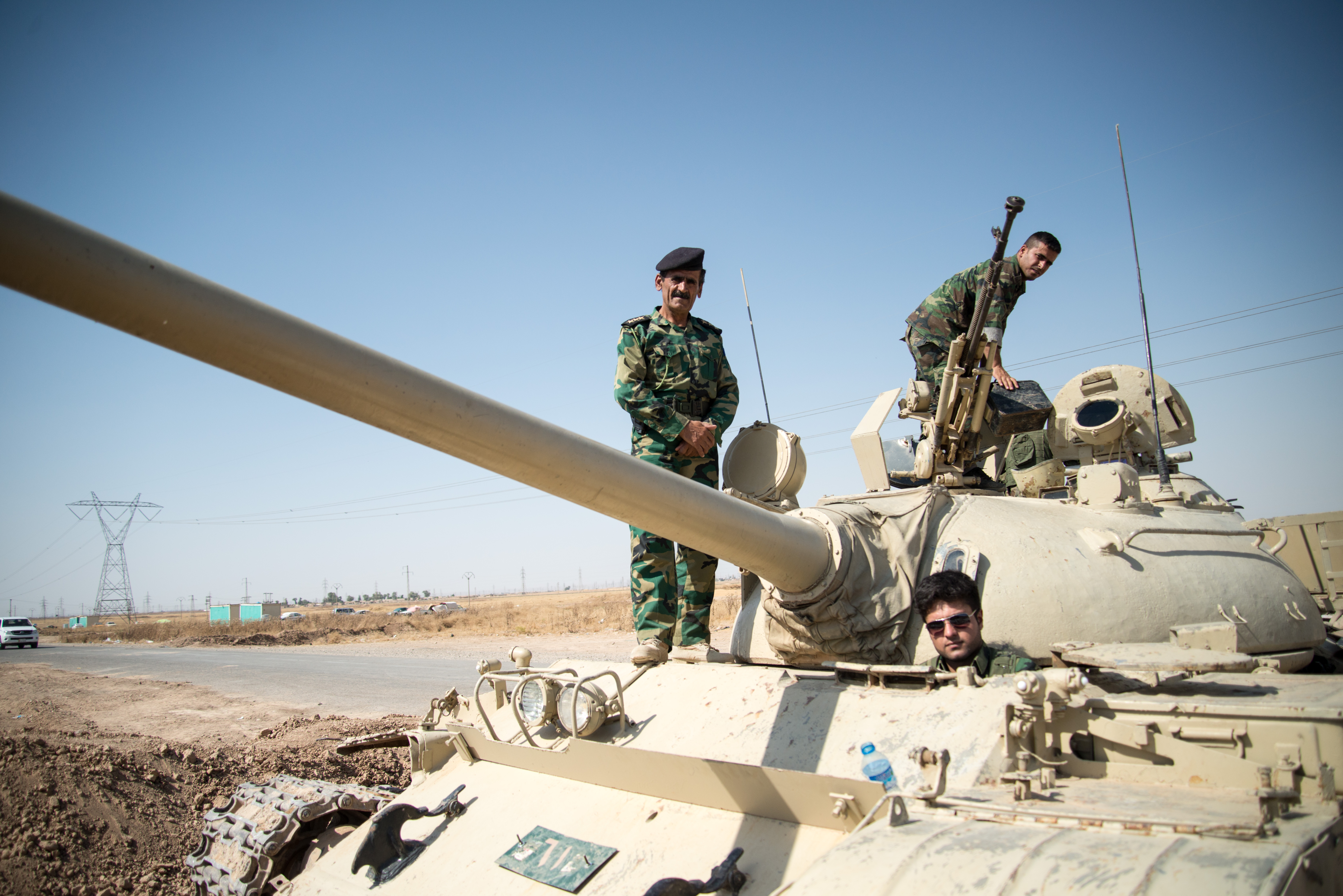
نیروهای پیشمرگه در خارج از کرکوک با تانک تی ۵۵

سرلشکر شیرکو رئوف گفت که نیروهای پیش‌مرگ در پایگاه نظامی تل الورد و دیگر مراکز نظامی منطقه الرشاد در ۲۵ کیلومتری جنوب‌غربی استان کرکوک مستقر شده‌اند تا خلأ امنیتی ناشی از عقب‌نشینی نیروهای تیپ ۱۲ ارتش عراق از این منطقه را برطرف سازند.
در پی تسلط اعضای داعش بر شهر تکریت به‌طور کامل درگیری‌های دیگری در مناطق دهوک و سامراء میان اعضای داعش و نیروهای گارد منطقه کردستان عراق (پیشمرگ) رخ داد. همچنین درگیری‌هایی در سامرا بین نیروهای عراقی و نظامیان داعش در ورودی شمالی شهر واقع در ۱۱۰ کیلومتری شمال بغداد روی داد.
حدود ۵۰۰ دختر کرد از نیروهای پیشمرگه کردستان عراق در سلیمانیه خود را آماده نبرد با داعش کردند. برخلاف دیگر اقوام عراق، در میان کردها از دیرباز زنان نیز در کنار مردان در جنگ‌ها شرکت داشته‌اند. این افراد که بین ۱۸ تا ۴۵ سال سن دارند طوری آموزش دیدند که تحت شرایط سخت جنگی، قادر به نبرد باشند.

### احتمال تجزیه عراق و استقلال کردستان
مسعود بارزانی رهبر منطقه کردستان عراق قویا اشاره کرد که برای کسب استقلال رسمی از باقی عراق تلاش خواهد کرد. او در مصاحبه‌ای گفت: «معلوم است که عراق دارد از هم می‌پاشد…. وقت آن است که مردم کردستان آینده خود را تعیین کنند و تصمیم مردم هرچه باشد آن را اجرا خواهیم کرد.» نچیروان ادریس بارزانی، نخست‌وزیر اقلیم خودمختار کردستان عراق هم گفت که ممکن است همه عراق نتواند در آینده به صورت یک کشور باقی بماند همچنین بازگشت به شرایط پیش از پیروزی‌های داعش بسیار دشوار خواهد بود. در ۱۲ تیر ۱۳۹۳ مسعود بارزانی، از پارلمان این اقلیم خواست برای برگزاری همه‌پرسی دربارهٔ استقلال کردستان از عراق تاریخ تعیین کند. وی گفت: «آنچه در کشور به وقوع می‌پیوندد نشان دهنده شکست سیاست‌های نوری مالکی نخست وزیر عراق است، ماه ۶ ما پیش به نوری مالکی هشدار دادیم اما او به هشدارهای ما گوش نداد و این هم نتایج آن است». بارزانی گفت: «برای تعیین سرنوشت ملت کرد از حمایت‌های بین‌المللی برخورداریم و آنهایی که از ما حمایت نمی‌کنند نیز دشمن ما نیستند.»

### انضمام کرکوک به کردستان
بارزانی گفت از سازمان ملل متحد خواسته‌است تا در برنامه‌ریزی برای برگزاری رفراندومی در کرکوک برای انضمام این استان به کردستان، بر اساس ماده ۱۴۰ قانون اساسی عراق کمک کند. وی پس از دیداری با نیکولای ملادنف، نماینده ویژه سازمان ملل در عراق گفته بود ما از سازمان ملل می‌خواهیم تا در تحولات کرکوک و دیگر مناطق مورد مناقشه عراق، جایی که قرار است رفراندومی شفاف برگزار کنیم، مشارکت داشته باشد. بارزانی در ۱۲ تیر ۱۳۹۳ پارلمان با اشاره به این اختلاف، گفت: «ما ۱۰ سال صبر کردیم که در چارچوب قانون اساسی عراق و طبق ماده ۱۴۰ اختلاف نظر در باره کرکوک را حل کنیم ولی همه تلاش‌ها بی نتیجه بود.»
پس از آنکه ارتش عراق به دنبال حملات گسترده شبه نظامیان داعش از شهر کرکوک خارج شد، نیروهای پیشمرگه حکومت اقلیم کردستان عراق کنترل این شهر نفت‌خیز را به دست گرفتند. بارزانی تأکید کرد: «پیشمرگه‌های کرد از مناطقی که اکنون تحت کنترل آنهاست خارج نخواهند شد.» پیشتر بارزانی با ادعای این مسئله که کرکوک جزو منطقه کردستان عراق است گفته بود که اقلیم کردستان عراق مجبور نیست بهای سیاست‌های اشتباه بغداد را بپردازد.

#### واکنش‌ها به استقلال کردستان
جان کری، وزیر خارجه ایالات متحده آمریکا گفت که کردستان را یک ناحیه مجزا نمی‌داند و تأکید کرد که ایالات متحده آمریکا معتقد است «یک عراق متحد قوی‌تر خواهد بود.» همچنین بخش بزرگی از جامعه جهانی، به ویژه ترکیه و دیگر کشورهای غربی مخالف تجزیه عراق هستند.
بنیامین نتانیاهو، نخست‌وزیر اسرائیل، روز (۲۹ ژوئن/ ۸ تیر) از استقلال کردهای عراق در جهت ایجاد امکان همکاری‌های گسترده‌تر با «نیروهای میانه‌رو در منطقه» حمایت کرد. نتانیاهو در سخنرانی‌اش کردها را «ملت مبارزی» خواند که «تعهدات سیاسی خود را اثبات کرده‌اند و ارزش استقلال را دارند.» اسرائیل از دهه ۱۹۶۰ روابط تجاری، اطلاعاتی و نظامی محتاطانه‌ای با کردها برای توازن قوای خود با کشورهای عرب منطقه برقرار کرده‌است.
صالح مسلم رهبر کردهای سوریه و حزب دمکراتیک کردستان سوریه گفت: جدایی کردها از عراق مورد تأیید ما نیست، در شرایط فعلی جدایی منطقه کردستان عراق از کل عراق به نفع کردها نخواهد بود. تجزیه کشورها و رودررو قرار دادن ملیت‌ها با یکدیگر عملی صحیح نیست. وی با ادعای این که الگوی دولت ملی در قرن ۲۱ کارایی ندارد، افزود: الگوی دولت ملی، قومیت‌های مختلف را رودرروی یکدیگر قرار می‌دهد و کسی این مدل را در قرن حاضر قبول ندارد. او گفت: ما از جدایی از سوریه دفاع نمی‌کنیم، کردها و سوری‌ها درصدد ساختن یک سوریه مبتنی بر حقوق بشر با هم یاری یکدیگر هستند.
حسین امیرعبداللهیان، معاون عربی آفریقایی وزارت امور خارجه ایران، گفت که این کشور هرگز اجازه تجزیه عراق را نمی‌دهد و این موضوع را «به صراحت» به دولت اقلیم کردستان اعلام کرده‌است. وی گفت: ایران جلوی تحقق «رویاهای نتانیاهو» را خواهد گرفت. امیرعبداللهیان با «دوستانه» توصیف کردن روابط ایران و رهبران کردستان عراق، این رهبران را به «خویشتن‌داری» فراخواند و تأکید آنان بر برگزاری همه‌پرسی را «شتابزده» دانست.
عبدالفتاح سیسی، رئیس‌جمهور مصر گفت: همه‌پرسی که هم‌اکنون کردها به منظور جدایی از عراق، خواهان برگزاری آن هستند در واقع سرآغاز فاجعه‌ای برای عراق خواهد بود که از دولت کردستان شروع و بعد از آن به مناطق کردنشین سوریه و دیگر مناطق اردن که در آن زندگی می‌کنند، کشیده می‌شود. چنین رفراندومی باعث شروع فروپاشی «فاجعه آمیز» عراق و تبدیل آن به کشورهای کوچک می‌شود که اکنون با حمله داعش شروع شده‌است.
در میان ۱۵ حزب و گروه سیاسی کردستان ایران از جمله «حزب دمکرات کردستان ایران»، «حزب دمکرات کردستان»، «حزب کومله کردستان ایران» و «پژاک» به عنوان احزاب اثرگذار از برگزاری همه‌پرسی در اقلیم کردستان عراق حمایت کرده‌اند. حتی پژاک هم پذیرفته‌است به آراء مردم کردستان عراق در همه‌پرسی احترام بگذارد.

### کندن خندق (کَندَگ)
مسئولان اقلیم کردستان عراق اعلام کردند که این اقلیم با حفر خندقی طولانی از مرزهای سوریه تا مرز ایران، خود را از مناطق متشنج جدا می‌کند و هم‌اکنون عملیات حفر این خندق در مرزهای اربیل، موصل و اطراف کرکوک و دهوک آغاز شده‌است. وزارت پیش‌مرگ اقلیم کردستان عراق اعلام کرد که این اقلیم حفاری خندق را در مرزهای خود با مناطقی که ارتش عراق از آن‌ها عقب‌نشینی کرده‌است آغاز کرده و این خندق از شهر مرزی ربیعه، سوریه در مرز عراق با سوریه در استان نینوا آغاز و در مرزهای عراق و ایران در شهر جلولا، در استان دیالی پایان می‌یابد.

## اقدامات ایران
نیروی زمینی ارتش ایران در مرزهای غربی و جنوب غربی کشور به حالت آماده‌باش درآمد.مؤسسه بین‌المللی پژوهش‌های استراتژیک در لندن (IISS) در روز (۲ ژوئیه/۱۱ تیر) در گزارشی خبر داد، شواهدی به دست آمد که حاکی از ارسال سه فروند جت جنگنده سوخو ۲۵ از سوی ایران به عراق بود. هواپیماهای سوخو به قطعاتی مختلف تقسیم شده بودند و با هواپیمای ترابری نظامی (پرواز مستقیم) به عراق تحویل داده شدند. این نوع جنگنده تنها در اختیار ایران است (این جنگنده‌ها رنگ و شماره مخصوص ایران را داشتند) و ایران این جت‌ها را همراه با خلبانانش به عراق داد. در گزارش نوشت شد که ایران دست‌کم ۱۰ خلبان از نیروی هوایی سپاه پاسداران انقلاب اسلامی را نیز به عراق فرستاده که در پروازهای عملیاتی به خدمت گرفته خواهند شد. همچنین خلبان ایرانی، شجاعت علمداری مورجانی در سامرا کشته و پیکر وی در ۱۳ تیر در شیراز تشییع شد.رئیس منطقه کردستان عراق در مصاحبه‌ سال ۲۰۱۵ خود روایت کرده بود: «سال ۲۰۱۴ داعش به دروازه‌های اربیل رسیده بود و نگرانی‌هایی درباره سقوط سریع شهر وجود داشت».مسعود بارزانی در ادامه این مصاحبه می‌گوید: «من به آمریکایی‌ها، ترکیه‌‌ای‌ها، انگلیسی‌ها، فرانسوی‌ها و حتی سعودی‌ها زنگ زدم. تمام سران این کشورها به من گفتند: در مقطع کنونی نمی‌توانیم هیچ کمکی بکنیم!».در ادامه این اظهارات آمده بود: «من با حاج قاسم سلیمانی تماس گرفتم و اوضاع را به دقت برای او شرح دادم. او به من گفت: فردا بعد از نماز صبح در اربیل پیش شما خواهم بود. من به او گفتم: تا فردا وقت نداریم، الان بیا!».رئیس سابق کردستان عراق ادامه می‌دهد: «به من گفت: آقا مسعود، فقط امشب شهر را حفظ کن. صبح روز بعد حاج قاسم در فرودگاه اربیل بود و من به استقبال او رفتم. ۵۰ یا ۶۰ نفر از نیروهای ویژه‌اش او را همراهی می‌کردند. سریعا به مناطق درگیری رفتند و نیروهای کُرد پیشمرگه را مجددا ساماندهی کردند».بارزانی در این مصاحبه همچنین اشاره می‌کند: «طی چند ساعت، معادله روی زمین به نفع ما تغییر پیدا کرد. ما بعدها یکی از سرکرده‌های داعش را اسیر گرفتیم که به ما گفت: جاسوسان ما در اربیل به ما خبر دادند که قاسم سلیمانی در شهر است و روحیه نیروهای ما از از هم پاشید و ما عقب‌نشینی کردیم».

## اقدامات آمریکا

### وعده اعزام نیرو توسط آمریکا
باراک اوباما رئیس‌جمهوری آمریکا اعلام کرد که اقداماتی را انجام می‌دهد تا ۳۰۰ مشاور نظامی به عراق اعزام شده و به کمک و مشاوره دادن به نیروهای ارتش این کشور بپردازند. وی گفت: ما در ابتدای امر به دنبال تمرکز بر کمک کردن به سربازان عراقی مسئول تأمین امنیت بغداد هستیم و سپس می‌خواهیم به سربازان در نواحی دیگر عراق و حومه پایتخت کمک کنیم و مطمئن شویم که آن‌ها از عهده دفاع از مردم و مقام‌های عراقی بر می‌آیند.

### تقاضای عراق از آمریکا
وزیر خارجه عراق اعلام کرد که بغداد رسماً از آمریکا خواسته‌است تا حملات هوایی علیه نیروهای داعش انجام دهد. هوشیار زیباری، وزیر خارجه عراق در سخنانی با اعلام این خبر گفت: احتمال همه چیز از جمله درخواست از ایران برای ورود به تحولات کنونی وجود دارد و در رابطه با بحران کشور هیچ گزینه‌ای منتفی نیست. وی گفت: راه حل نظامی تنها راه برای حل بحران عراق نیست اما ما از آمریکا رسماً درخواست کرده‌ایم که به حملات هوایی علیه شبه نظامیان داعش دست بزند. وزیر خارجه عراق در عین حال تأکید کرد که بغداد از عربستان نیز خواسته‌است تا علمای خود را مجاب کند فتواهایی در حرام شمردن جنگیدن در کنار القاعده صادر کنند.

### حملات پهپادی
مقام‌های آمریکایی گفتند عراق خواستار انجام حملات پهپادی و افزایش نظارت توسط پهپادهای آمریکایی شده‌است.

### گفتگوی ایران و آمریکا
یک مقام ارشد وزارت خارجه آمریکا گفت مقامات ایران و آمریکا شب ۲۶ خرداد ۱۳۹۳ برایر ۱۶ ژوئن ۲۰۱۴ در مورد بحران عراق در وین مذاکره کردند. ویلیام برنز دیپلمات شماره ۲ وزارت خارجه این کشور ۲۶ خرداد ۱۳۹۳ در حاشیه مذاکرات هسته‌ای ایران در وین در خصوص بحران عراق و پیش روی‌های داعش با مقامات ایران گفتگوهایی داشته‌است.

### ورود وزیر خارجه آمریکا به بغداد
در دوم تیر ۱۳۹۳ (۲۳ ژوئن ۲۰۱۴) جان کری، وزیر خارجه ایالات متحده آمریکا، وارد بغداد، پایتخت عراق شد. کری در این سفر اقدامات آتی ایالات متحده برای کمک با عراق را مطرح کرد و از مقام‌های عراقی خواست که هر چه سریعتر دولت جدید فراگیر را تشکیل دهند. جان کری در حالی به عراق سفر کرد که حکومت این کشور کنترل مرزهای غربی را از دست داده و گذرگاه‌های مرزی عمده با سوریه و اردن به دست پیکارجویان افتاده‌است.

### صدور مجوز حمله هوایی علیه داعش توسط اوباما
باراک اوباما، رئیس‌جمهوری آمریکا در ۱۷ مرداد ۱۳۹۳ گفت: نیروی هوایی این کشور ارسال هوایی کمک‌های بشردوستانه به آوارگان عراقی را آغاز کرده‌اند و در صورت تهدید منافع این کشور در عراق، جنگنده‌های آمریکایی اجازه یافته‌اند به مواضع داعش حمله کنند. سخنان رئیس‌جمهوری آمریکا دقایقی بعد از آن مطرح شد که یک مقام ارشد وزارت دفاع این کشور تأیید کرد هواپیمای ترابری نظامی آمریکا با پرواز بر روی مناطقی از عراق، کمک‌های بشردوستانه نظیر آب و غذا و تجهیزات ضروری برای آوارگان این کشور ریخته‌اند. اوباما همچنین گفت: «آمریکا نمی‌تواند و نباید در برابر هر بحرانی که به وجود می‌آید اقدام کند.» با وجود این، اوباما تأکید کرد سربازان آمریکایی به عراق باز نخواهند گشت و این کشور قصد اعزام نیرو به عراق را ندارد و این اقدام آمریکا در جهت پیش‌گیری از وقوع نسل‌کشی در عراق صورت می‌گیرد. وی هم‌زمان گفت: «ما باید برای پیش‌گیری از نسل‌کشی با دقت و مسئولانه اقدام کنیم … امروز آمریکا برای کمک مداخله می‌کند و اگر نیروهای دولت اسلامی به اربیل نزدیک شوند ما حمله هوایی علیه آن‌ها ترتیب خواهیم داد.»
حمایت آمریکا
در سخنرانی انتخاباتی دونالد ترامپ وی ادعا کرد که داعش را آمریکا در دوران اوباما ساخته است و خانم کلینتون را هم حامی آن خواند. قبل او نیز وزیرامور خارجه دولت اوباما نیز در خاطرات خود اشاره کرده بود:« قرار بود برای ایجاد یک خاورمیانه جدید، یک حکومت و دولت جدیدی بین عراق و سوریه ایجاد شود و به طور هماهنگ ما و اروپاییان آن را به رسمیت بشناسیم.»

## ائتلاف جهانی
وزارت امور خارجه ایالات متحده آمریکا گفت: چهل کشور برای تشکیل ائتلاف علیه داعش اعلام موافقت کردند. هدف از این ائتلاف هماهنگی و همکاری در مورد تهدیداتی است که داعش به وجود می‌آورد. این کشورها نقش‌های متفاوتی خواهند داشت، البته تمامی آن‌ها به‌طور مستقیم از عراق حمایت نظامی نمی‌کنند. ائتلاف به دنبال قطع درآمد و جلوگیری از حمایت خارجی و ایدئولوژیکی داعش است. ایران و ترکیه در بین این ۴۰ کشور نیستند. ده کشور عرب، عربستان سعودی، بحرین، مصر، عراق، اردن، کویت، لبنان، عمان، قطر و امارات متحده عربی در این نشست حضور داشتند. این کشورها برای همکاری با آمریکا علیه گروه دولت اسلامی (داعش) اعلام آمادگی کرده‌اند. این کشورها متعهد شده‌اند که مانع از جریان تأمین مالی و پیوستن پیکارجویان به دولت اسلامی‌شوند. آمریکا ممکن است علاوه بر حملات هوایی علیه پیکارجویان در عراق، به اقدام علیه آنان در خاک سوریه نیز بپردازد. روسیه هشدار داده‌است که چنین اقدامی بدون مجوز سازمان ملل به منزله تجاوز به قلمرو سوریه و نقض فاحش حقوق بین‌الملل است.
تونی ابوت، نخست‌وزیر استرالیا، گفت کشورش برای کمک به مقابله با پیکارجویان دولت اسلامی ۶۰۰ نیروی نظامی به امارات متحده عربی اعزام کرد. این اقدام در پاسخ به درخواست آمریکا برای رویارویی بین‌المللی علیه دولت اسلامی گرفته شد. کمک‌های نظامی استرالیا همچین شامل ۸ جنگنده سوپر هورنت می‌شود.

## بازار نفت

### تأثیرات جنگ بر بازار نفت
ناآرامی‌های عراق و تسخیر موصل توسط داعش، اقتصاد دنیا را تحت تأثیر قرار داده‌است. به دنبال ادامهٔ درگیری‌ها در عراق، شاخص نفت خام برنت در روزهای ابتدایی جنگ به ۱۱۴ دلار رسیده، در حالی‌که قیمت قبل آن بین ۱۰۲ تا ۱۰۸ دلار قرار داشته‌است. به گزارش مؤسسه رتبه‌بندی «فیچ رستینگ»، در صورت گسترش درگیری‌ها در تغییر مناطق عراق و احتمال کاهش تولید نفت این کشور، احتمالاً بهای جهانی نفت به شدت افزایش خواهد یافت، چرا که افزایش تولید نفت عراق می‌تواند موجب افزایش رشد تولید جهانی نفت در بلندمدت شود.